# 本願寺三河別院
本願寺三河別院（ほんがんじみかわべついん）は愛知県岡崎市にある浄土真宗本願寺派の直属寺院（別院）。本尊は阿弥陀如来。

## 概要
浄土真宗本願寺派の三河地域の伝道拠点である。宗派に直属しており、住職は本願寺派門主（2021年現在は大谷光淳）が務める。普段は住職不在の為、その代務として輪番が寺務を統括し、職員が寺務を担っている。
また、三河地域の一般寺院の管轄については当院ではなく、本願寺名古屋別院（名古屋西別院）にある東海教区教務所（愛知県並びに三重県の本願寺派一般寺院を管轄）が担う。

## 歴史
「真宗大辞典」によれば、1910年（明治43年）に伝馬町にあった元真言宗の寺を説教所としたのが始まりとされるが、1886年（明治19年）に地元の門徒たちが開いた説教所とする説もある。地元の有力門徒による別院昇格への働き掛けによって山城国にあった「真実寺」の寺号を移したのち、1920年（大正9年）に別院へと昇格した。なお、1918年（大正7年）に寺号を移したのと合わせて別院に昇格したとも言われる。その後、太平洋戦争時に戦災で被害を受けたものの再建された。
境内地は旧名を「十五夜」と言い、浄瑠璃の名称の元となった浄瑠璃姫が観月の宴を開いた場所とされるが、史跡指定などもされておらず、1931年（昭和6年）に建立された「浄瑠璃姫観月遺跡の碑」以外にそれを伝えるものは無い。